# Antônio José Ferreira Braga
Antônio José Ferreira Braga (Macaé, 30 de dezembro de 1845 — São Paulo, 18 de agosto de 1908) foi um político brasileiro.
Foi presidente da província do Pará, sucedendo José de Araujo Roso Danin, nomeado por carta imperial de 22 de julho de 1889, de 24 de julho a 14 de novembro de 1889, quando foi substituído por uma junta governativa. Após a Proclamação da República, foi governador do Paraná em 1894.